# 科斯特海国家公园
科斯特海国家公园（瑞典語：Kosterhavets nationalpark）是瑞典的一個國家公園，也是瑞典第一個海洋國家公園，成立於2009年。科斯特海國家公園是斯卡格拉克海峡海域的一部分。